# Оловоплавильні заводи у Лонсестоні
Оловоплавильні заводи у Лонсестоні – колишні виробничі майданчики на півночі австралійського острова Тасманія.
У 1875 році компанія Mount Bischoff Tin-mining Company, яка розробляла на півнінчному заході Тасманії олов’яний рудник Маунт-Бішоф, запустила у Лонсестоні власний плавильний завод, що отримав дві ревербераційні печі. Руду доправляли морем, оскільки від узбережжя до Лонсестону тягнеться естуарій Тамар, що вдається у суходіл на сім десятків кілометрів. 
У 1878-му в тому ж Лонсестоні почав роботу оловоплавильний завод компанії Tasmanian Tin Smelting Company, який так само отримав дві ревербераційні печі. Втім, цей проект виявився не надто довговічним і вже у 1887-му припинив роботу.
Завод Mount Bischoff Tin-mining Company пропрацював понад півстоліття, при цьому він використовував не лише власну сировину, але й надавав послуги з переробки. Так, за перше півріччя 1899-го прийняли 1430 тонн концентрату (з вмістом цільового компоненту від 67,5% до 72,1%), з яких 38% припадало на давальницьку сировину.
В 1929-му на тлі світової економічної кризи завод у Лонсестоні припинив роботу. Відомо, що за період з початку діяльності та до закриття він переплавив біля 200 тисяч тонн концентрату.